# Diocèse d'Autun
Le diocèse d'Autun est un ancien diocèse français de l'Église catholique, dans la province ecclésiastique de Lyon, supprimé en 1790. Il est remplacé par le diocèse d'Autun, Chalon et Mâcon.[Quand ?]